# Orumcekia sigillata
Espèce
Synonymes
- Coronilla sigillata Wang, 1994

Orumcekia sigillata est une espèce d'araignées aranéomorphes de la famille des Agelenidae.

## Distribution
Cette espèce est endémique du Zhejiang en Chine,.

## Publication originale
- Wang, 1994 : Descriptions of a new genus and two new species of Amaurobiidae from China (Araneae). Acta Zootaxonomica Sinica, vol. 19, p. 281-285.